# Fânațe (gmina Tăureni)
Fânațe – wieś w Rumunii, w okręgu Marusza, w gminie Tăureni. W 2011 roku liczyła 59 mieszkańców.